# 向风海峡

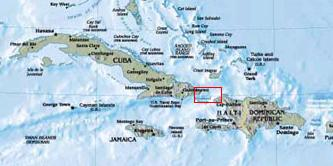
向风海峡位置图。

向风海峡（Paso de los Vientos）是古巴岛与伊斯帕尼奥拉岛之间的海峡，位於加勒比海，宽80公里。向风海峡连接大西洋与加勒比海，是船只在巴拿马运河与美国东岸之间航行的航道。